# Joaquim José da Silva Xavier

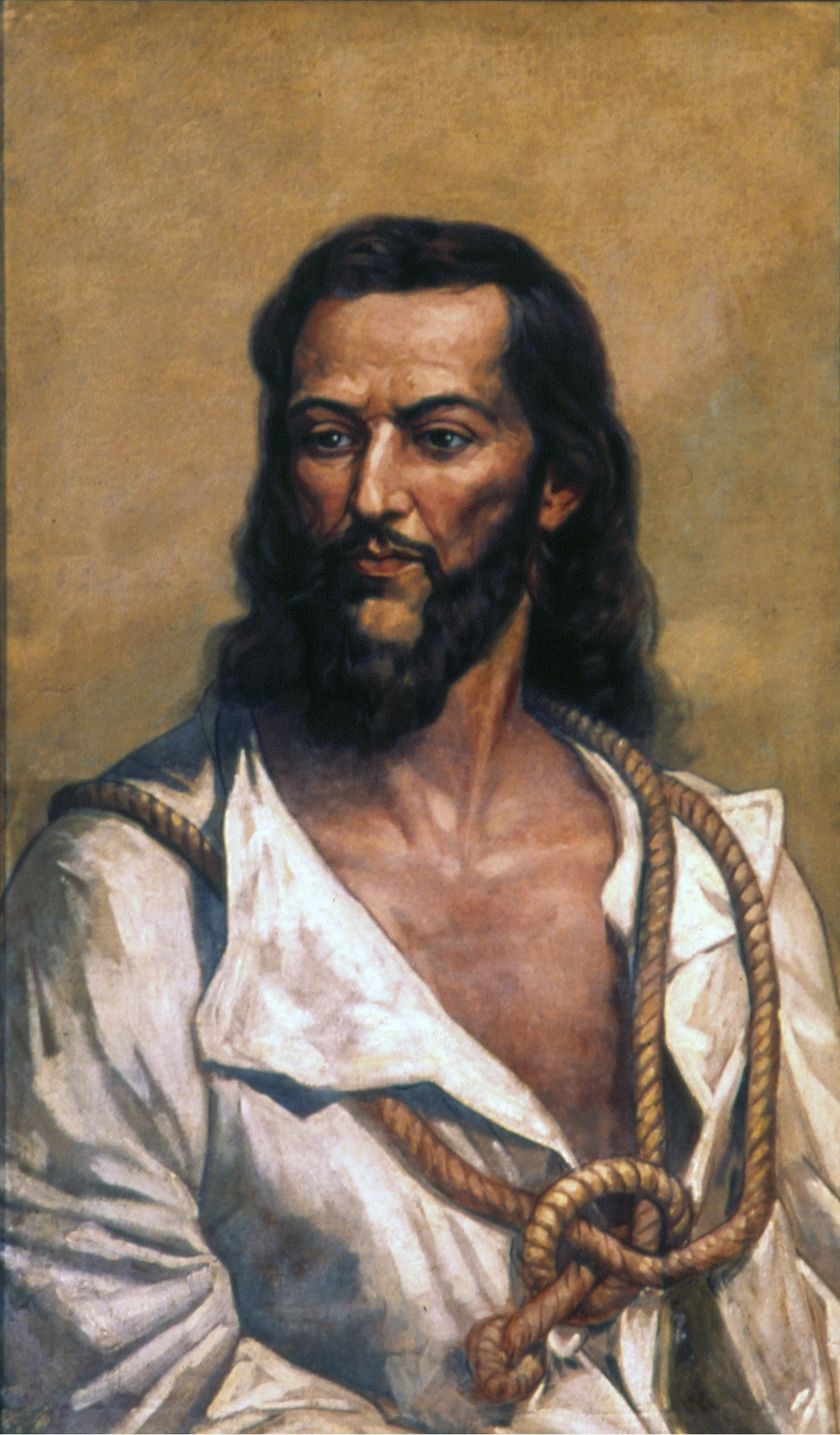
Joaquim José da Silva Xavier - Tiradentes
(1922), Oscar Pereira da Silva, Museu do Ipiranga (São Paulo)

Joaquim José da Silva Xavier (Fazenda do Pombal, 16 augustus 1746 - Rio de Janeiro, 21 april 1792), beter bekend als Tiradentes, was een van de leiders van een revolutionaire beweging, genaamd Inconfidência Mineira. Deze beweging had als doel een volledige onafhankelijkheid van de Portugese kolonie en een zelfstandige Braziliaanse Republiek. Nadat de plannen van de beweging werden ontdekt werd Tiradentes gearresteerd en in het openbaar opgehangen. Hedendaags wordt hij in Brazilië gezien als een nationale held en zijn sterfdatum (21 april) is nu een nationale feestdag. Joaquim José da Silva Xaviers bijnaam (wat nu generaal als zijn 'gewone naam' wordt gezien) 'Tiradentes' betekent tandentrekker. Deze pejoratieve beroepsnaam werd gebruikt tijdens het proces tegen hem.

## Biografie
Tiradentes werd geboren in 1746 in een arm gezin in Fazenda do Pombal, gelegen in de deelstaat Minas Gerais. Hij werd geadopteerd door zijn peetoom en verhuisde naar Vila Rica (hedendaags bekend als Ouro Preto) na de dood van zijn ouders. Tiradentes werd opgevoed door een tutor, die chirurg was. In Tiradentes' vroegere jaren was hij actief onder meerdere beroepen, zoals kompel, veebijeendrijver, tandarts en was lid van de Regimento dos Dragões de Minas Gerais militia.
Levend in een rijke staat, merkte Tiradentes dat het Braziliaanse volk werd onderworpen door de Portugezen. Veel goud en andere waardevolle objecten vielen in de handen van de Portugezen. Zijn reizen naar Rio de Janeiro bracht hem in contact met voormalige Europese bewoners die liberale ideeën met zich meedroegen. Tiradentes was hiervan onder de indruk. In 1788 ontmoette Tiradentes José Alvares Maciel, de zoon van de gouverneur van Vila Rica. Samen stichtten zij een vrijheidsbeweging tegen de Portugese kolonisatie. Ook sloten leden met een notabele sociale status zich aan bij de beweging, waaronder Cláudio Manuel da Costa, Tomás Antônio Gonzaga en Alvarenga Peixoto.

Voorgestelde vlag van Inconfidência Mineira voor de gewilde Braziliaanse Republiek.

Geïnspireerd door Jean-Jacques Rousseau en de Amerikaanse Revolutie, sloot Tiradentes zich aan bij Inconfidência Mineira en werd een van de leidende leden. Het doel van Inconfidência Mineira was een volledige onafhankelijkheid van de Portugese kolonie en een zelfstandige Braziliaanse Republiek, met São João del Rei als hoofdstad. Ook wilden ze een universiteit. De beweging kwam ook met een voorgestelde vlag voor de gewilde Braziliaanse Republiek.
Tiradentes' plan was om openlijk te protesteren in de straten van Vila Rica en de Braziliaanse Republiek op te eisen. Het plan werd echter doorverteld aan de gouverneur, die ervoor zorgde dat het niet doorging. Joaquim Silverio dos Reis was de persoon die het doorvertelde aan de gouverneur, hij was lid van Inconfidência Mineira en dus een verrader. Hieropvolgend vluchtte Tiradentes naar Rio de Janeiro, waar hij de beweging probeerde te herorganiseren. Niet wetend wie de beweging had verraden, ging Tiradentes in 1789 naar Joaquim Silverio dos Reis en werd vervolgens gearresteerd. Zijn rechtszaak duurde bijna drie jaar. Tiradentes nam de volledige verantwoordelijkheid voor de beweging. Tiradentes werd veroordeeld tot de doodstraf. Tien medeleden van Tiradentes werden ook ter dood veroordeeld.

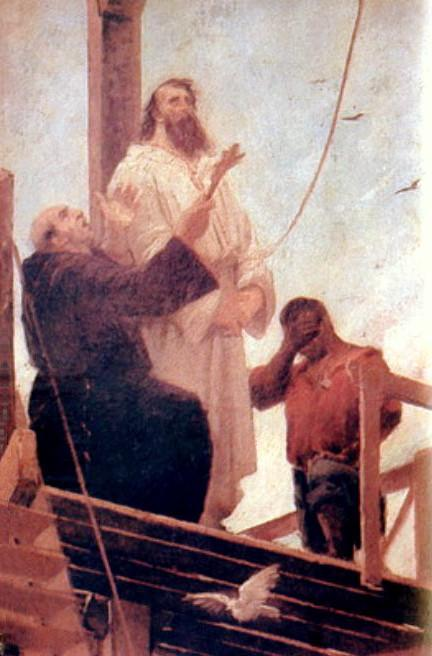
Tiradentes tijdens zijn ophanging
(1893), Aurélio de Figueiredo, Museu Histórico Nacional (Rio de Janeiro)

Op 21 april, in 1792, werd Tiradentes opgehangen in Rio de Janeiro. Na de ophanging werd hij gevierendeeld. Zijn hoofd werd in het openbaar tentoongesteld in Villa Rica, andere delen van zijn lichaam werden tentoongesteld tussen Vila Rica en Rio de Janeiro om mensen af te schrikken voor opstandingen of om Tiradentes' ideeën over te nemen.
In de 19e eeuw werd Tiradentes beschouwd als een nationale held door republikeinen. Nadat Brazilië in 1889 een republiek werd, werd Tiradentes' sterfdatum (21 april) een nationale feestdag. Ook is een historische stad uit Minas Gerais naar hem genoemd: Tiradentes (Minas Gerais).